# 一定能听见青春的声音
《一定能听见青春的声音》（日语：きっと青春が聞こえる）是μ's的单曲，于2013年2月6日由Lantis发行。

## 概要
电视动画《Love Live!》第一期片尾曲，每次播出时演唱者有所不同；B面曲《欲于辉夜之城起舞》被认为是《Love Live!》系列歌曲中少见的因演唱会一举成名的歌曲。初回限定盘随机附赠μ's人物卡片一张（共9种）。单曲发行首周在Oricon公信榜排名第8位，这也是μ's的歌曲首次进入Oricon公信榜周榜前十位。

## 收录歌曲
括号中的中文翻译仅供参考，并非官方翻译。
1. （一定能听见青春的声音）
  - 作词：畑亞貴，作曲、编曲：高田晓（日语：高田暁）
2. （欲于辉夜之城起舞）
  - 作词：畑亞貴，作曲、编曲：佐佐倉有吾（日语：佐々倉有吾）
3. （Off vocal）
4. （Off Vocal）

## 專辑收錄
| 曲名 | 專輯                                       | 發售日        | 專輯類型 |
| ---- | ------------------------------------------ | ------------- | -------- |
|      | 《μ's Best Album Best Live! Collection Ⅱ》 | 2015年5月27日 | 精選輯   |
|      | 《μ's Best Album Best Live! Collection Ⅱ》 | 2015年5月27日 | 精選輯   |